# Lord of Illusions
Lord of Illusions (Brasil: O Mestre das Ilusões / Portugal: O Senhor das Ilusões) é um filme americano de 1995 do gênero terror, escrito e dirigido por Clive Barker.
- O Mestre das Ilusões é baseado em conto de autoria do próprio Clive Barker chamado "The Last Illusion".
- Originalmente o filme foi exibido nos cinemas com 109 minutos, a versão do diretor (Director's Cut), ficou com 121 minutos. Barker afirmou que a versão de cinema não é o filme verdadeiro.
- A principal inspiração na criação do vilão Nix e seu culto, foi Charles Manson e sua família, os seguidores de Nix em certa parte do filme cortam seus cabelos, assim como na vida real aconteceu com os seguidores de Manson. No filme o culto de Nix vivia em uma casa abandonada no meio do deserto, assim como a família Manson.

## Sinopse
Em 1982 o jovem Philip Swann lidera seus companheiros Quaid, Maureen Pimm e Jennifer Desiderio contra um terrível culto liderado pelo maléfico Nix. O grupo no passado fez parte do culto, mas a loucura e a maldade de Nix que se auto-intitula "O Puritano" chegaram ao limite, ele pretende agora oferecer em sacrifício uma jovem para seus propósitos maléficos.
Depois de adentrar na casa onde funciona o culto, o grupo finalmente se depara com Nix, e após confronta-lo, conseguem matar e enterrar o vilão. Já nos dias de hoje somos apresentados ao detetive particular Harry D'Amour que tem uma certa tendência a se meter em encrencas sobrenaturais. Após ajudar em um caso de possessão demoníaca de um menino, o detetive se encontra em depressão. Ele então é procurado por um amigo que oferece um caso novo, ele deve seguir os passos de um estelionatário na ensolarada Los Angeles.
Harry segue o estelionatário até uma consulta a um cartomante, e após ver o homem correndo assustado de dentro da sala, resolve investigar o que aconteceu.
A partir desse momento o detetive passará a se envolver cada vez mais em uma trama sobrenatural.
As coisas só complicam mais quando Harry é contratado por Dorothea, a esposa de Philip Swann, hoje um renomado ilusionista. Preocupada com o marido, ela deseja que Harry proteja-o. Harry enquanto adentra no submundo e bastidores do mundo do ilusionismo, deverá desvendar uma série de mortes e crimes ligadas a figura misteriosa de Butterfield, um antigo aprendiz de Nix, que pretende, reunir novamente o grupo e ressuscitar Nix. 

## Elenco
- Scott Bakula  ... 	Harry D'Amour
- Kevin J. O'Connor ... Philip Swann
- Joseph Latimore   ... 	Caspar Quaid
- Sheila Tousey 	  ... 	Jennifer Desiderio
- Susan Traylor 	  ... 	Maureen Pimm
- Ashley Tesoro 	  ... 	Young Dorothea (como Ashley Lyn Cafagna)
- Michael Angelo Stuno ... 	Lead Male Cultist
- Barbara Patrick ... 	Lead Female Cultist
- J. Trevor Edmond ... 	Young Butterfield (como Trevor Edmond)
- Wayne Grace 	... 	Loomis
- Mikey LeBeau 	... 	Exorcised Boy
- Daniel von Bargen ... Nix
- Johnny Venocur ... 	Tapert (como Johnny Venokur)
- Jordan Marder 	... 	Ray Miller
- Barry Del Sherman ... 	Butterfield